# Dorothea Starke
Martha Dorothea Starke (Chemnitz, 20 de novembro de 1902 – Jena, 16 de março de 1943) foi uma matemática alemã. Publicou trabalhos sobre estática gráfica, análise numérica, aplicações em mecânica, biologia, astronomia e história da ciência. Starke trabalhou principalmente em Jena.

## Vida
Dorothea Starke foi filha única do professor ginasial Richard Starke e sua mulher Martha (nascida Nitsche) e teve uma boa formação escolar (escola de meninas de 1909 a 1922), o que foi algo não típico para mulheres na época. Completou a escola com um Abitur excelente e estudou em seguida matemática, física e astronomia em Jena e Berlim.
Starke se interessou principalmente por matemática aplicada, uma área então relativamente jovem nas universidades da Alemanha, e obteve um doutorado orientada por Max Winkelmann com a nota de destaque summa cum laude na Universidade de Jena. O Rigorosum (prova oral para obtenção do doutorado) ocorreu em 19 de dezembro de 1927, nas disciplinas de matemática aplicada, matemática e astronomia. Após a tese com o título Die Maximalmomentenfläche eines Gerberschen Balkens ser publicada no Zeitschrift für Angewandte Mathematik und Mechanik, Starke recebeu o título de doutorado em 20 de março de 1929.
De 1928 a 1931 Starke foi assistente no instituto de Winkelmanns, financiado pela Fundação Carl Zeiss. Finalmente trabalhou entre outros no Observatório de Jena. Após seu casamento com o astrônomo Helmut Werner em 27 de dezembro de 1932 em Chemnitz trabalhou usando o nome Werner-Starke, entre outros com Friedrich Karl Arnold Schwassmann em Hamburgo.
Em 30 de março de 1937 nasceu seu filho. Depois que foi diagnosticada com câncer em 1940 e que uma sombra foi diagnosticada em seu pulmão em 1942, morreu em 16 de março de 1943 na Clínica da Universidade de Jena em consequência de sua doença.

## Obras
Apesar de ter morrido cedo Dorothea Starke teve algumas publicações:
- „Newton (Zu seinem 200.Todestag am 31. März 1927)“, Prignitzer Nachrichten, 1. April 1927, sem numeração de páginas
- „Die Maximalmomentenfläche eines Gerberschen Balkens“, Zeitschrift für angewandte Mathematik und Mechanik 9, 1929. p. 130–151.
- „Gebrauchsformeln der Vektorrechnung“, (Handreichung für Studierende der Fakultät und des Instituts). Institut für Angewandte Mathematik, Jena 1929.
- „Ein graphisches Verfahren zur Auflösung eines linearen Gleichungssystems mit komplexen Koeffizienten“, Zeitschrift für angewandte Mathematik und Mechanik 11, 1931. p. 245–247.
- „Wärmeleitung im Inneren von Sternen unter Berücksichtigung der relativistischen Korrektionen“, Astronomische Nachrichten Nr. 5841 (1931), Bd. 244 // Mitteilungen der Universitätssternwarte zu Jena Nr. 3, p. 177–184.
- „Abenteurer im Weltall. Ein altes Himmelsrätsel in neuer Beleuchtung.“ 1. Beilage zum Chemnitzer Anzeiger und Tageblatt, 6. März 1932.
- „Der Reibungskoeffizient im Inneren überdichter und aus stark entarteter Materie bestehender Sterne bei Berücksichtigung der relativistischen Korrektionen“, Astronomische Nachrichten Nr. 5857 (1932), Bd. 245, p. 1–6.
- „Die angenäherte Bestimmung der mittleren Dicke einer Schneckenschale durch Messung von Höhe und Breite des Schneckengehäuses.“ Jenaische Zeitschrift für Naturwissenschaft (hrsg. v. Med.-naturwiss. Gesellschaft zu Jena) 1932, Bd. 66, H. 1, p. 161–168.
- „Ein kinematisches Verfahren zur Bestimmung der Achsenrichtungen und des Achsenverhältnisses einer durch ihre recht- oder schiefwinkligen Komponenten gegebenen Schwingungsellipse“, Zeitschrift für Instrumentenkunde 52 (1932), p. 349–352.
- „Wege zur Erforschung des Sterninnern“ (als D. Werner-Starke), Der Sternfreund: Mitteilungsblatt des Bundes für Sternfreunde, H. 1. 1936. p. 57–66.
- „Zum 300. Todestag von Galileo Galilei, dem Bahnbrecher der optischen astronomischen Forschung“ (als D. Werner-Starke), Zeiss Notizen. Hausmitteilungen zur Förderung und Vertiefung unserer Kundenbeziehungen in aller Welt (Werkszeitschrift der Fa. Carl-Zeiss), H. 41 (April 1942), p. 13–15.